# Katarína Knechtová

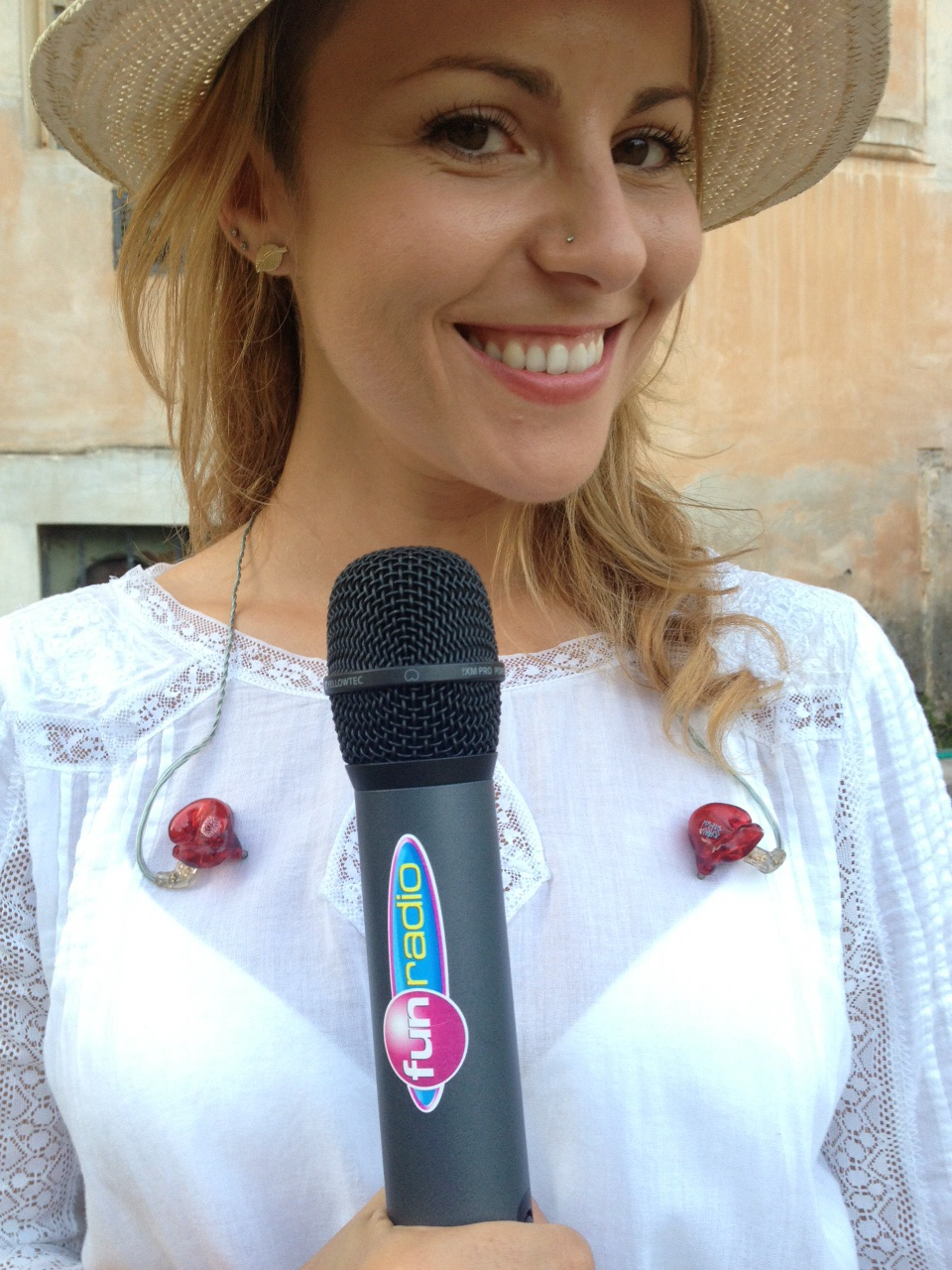
Katarína Knechtová (2013)

Katarína Knechtová (* 14. března 1981 Prešov) je slovenská sólová zpěvačka, skladatelka, textařka a kytaristka. Do konce roku 2008 působila s prešovskou hudební skupinou PEHA.

## Tvorba
Katarína Knechtová je zpěvačka, klávesistka, kytaristka, skladatelka. Do roku 1997 působila jako vokalistka v prešovské skupině IMT Smile. Roku 1999 získala se skupinou Peha ocenění Objev roku. V roce 2001 obdržela cenu Aurel v kategorii nejlepší zpěvačka. Za úspěšné působení na slovenské hudební scéně získala v roce 2005 opět sošku Aurela v kategorii nejlepší zpěvačka. V roce 2007 vyhrála v anketě OTO cenu za nejlepší zpěvačku za rok 2006.

## Diskografie

### Se skupinou IMT Smile
- Klik Klak (1997)

### Se skupinou Peha
- Niečo sa chystá (1999)
- Krajinou (2001)
- Experiment (2003)
- Deň medzi nedeľou a pondelkom (2005)
- Best of Peha (2006)

### Sólová alba
- Zodiak (2008)
- Best of Katarína Knechtová/Peha (2010)
- Tajomstvá (2012)
- Prežijú len milenci (2015)
- Premeny (2016)
- Svety (2020)